# Josep Ventosa i Palanca
Josep Ventosa i Palanca (1918 - 29 de març de 2005) fou un advocat català.
Durant molts anys fou gerent de la cooperativa agrària Covides, creada el 1964, que té 800 socis i que comercialitza les marques Duc de Foix, Xènius i Gran Castellfollit. Impulsor de l'Associació Vinícola Catalana, és un dels màxims experts en normativa vitivinícola europea i divulgador de temes jurídics i professionals relacionats amb l'enologia. El 1969, com a president del Centre Excursionista de Catalunya, signà una petició per a l'ensenyament del català a l'escola adreçada per Òmnium Cultural al Ministeri d'Educació d'Espanya. El 1998 va rebre la Creu de Sant Jordi.

## Articles (publicats aLa Semana Vitivinícola)
- ¿Hay que rectificar la política vitivinícola? (1991)
- La nueva Ley de Impuestos Especiales (1992)
- Los fallos del IAE (1992)
- Exención del IVA sobre el vino y el alcohol cuando se destinan a los sujetos pasivos de los impuestos especiales (1993)
- Los envases, sus residuos y el punto verde (1997)
- El régimen sancionador en el Proyecto de Ley Vitivinícola (2002)